# Sassalinjärvi
Sassalinjärvi är en sjö i Finland. Den ligger i kommunen Sodankylä i landskapet Lappland, i den norra delen av landet, 800 km norr om huvudstaden Helsingfors. Sassalinjärvi ligger 201,4 meter över havet. Den är 2,1 meter djup. Arean är 4,46 kvadratkilometer och strandlinjen är 11,18 kilometer lång. Sjön  ingår i Kemi älvs huvudavrinningsområde. 